# Basílica de San Francisco (Arezzo)
La Basílica de San Francisco es una iglesia de la Edad Media tardía en Arezzo, Toscana, Italia, dedicada a San Francisco de Asís. Es conocida sobre todo por albergar en las paredes del coro el ciclo de frescos Leyenda de la cruz por Piero della Francesca.

## Arquitectura
San Francisco es la segunda iglesia construida por los franciscanos en Arezzo, siendo la anterior iglesia una construida en las afueras de los muros de la ciudad y que resultó destruida durante la Segunda Guerra Mundial. La obra constructiva de San Francisco comenzó alrededor de 1290. La decoración de la fachada nunca se realizó.
Al interior parece una gran iglesia sencilla sin ornamentos, con una amplia nave, flanqueada en el lado izquierdo por algunas capillas y, en el lado derecho, por algunos nichos. El coro es de planta cuadrada.
Bajo la iglesia hay una Chiesa inferiore (iglesia inferior) más pequeña, como en Asís, con una nave central y dos laterales, ahora usada como sala de exposiciones.

## Decoración
En la entrada del coro hay suspendido un gran crucifijo pintado por un Maestro de San Francisco, contemporáneo de Cimabue. También contiene una Maesta o «Virgen en Majestad» de Guido da Siena.
Las paredes y particularmente los nichos de la derecha tienen también algo de decoración al fresco, que data en parte del siglo XIV.
La Cappella Maggiore (Capilla Mayor o coro) alberga una de las obras maestras del Primer Renacimiento Italiano, un ciclo de frescos de Piero della Francesca representando las Leyenda de la cruz.
- Datos: Q1677980
- Multimedia: San Francesco (Arezzo) / Q1677980